# Baxter Springs (Kansas)
Baxter Springs una ciudad situada en el condado de Cherokee, Kansas, Estados Unidos. Tiene una población estimada, a mediados de 2024, de 3844 habitantes.

## Geografía
La localidad está ubicada en las coordenadas 37°01′12″N 94°44′06″O / 37.02000, -94.73500 (37.019951, -94.734961).

## Demografía
Según la estimación 2019-2023 de la Oficina del Censo, los ingresos medios de los hogares de la localidad son de $60,139 y los ingresos medios de las familias son de $67,031. Alrededor del 19.7% de la población está por debajo de la línea de pobreza.